# Otto Appert
Pater Otto Appert (* 31. August 1930 in Wangen, Kanton Schwyz; † 29. Mai 2012 in Werthenstein, Kanton Luzern) war ein Schweizer Paläobotaniker, römisch-katholischer Missionar und Ornithologe, der insgesamt 25 Jahre auf Madagaskar lebte und forschte.

## Leben
Appert wuchs am oberen Zürichsee auf. Nach der Maturitätsprüfung in Nuolen absolvierte er ein philosophisch-theologisches Studium. Von 1958 bis 1966 hatte er seinen ersten missionarischen Auftrag in Südwest-Madagaskar, währenddessen er häufig als Wissenschaftler tätig war. Bereits während seiner Studienzeit entwickelte er eine Faszination für die Paläontologie, nachdem am Sulzigtobel bei Werthenstein Fossilien einer obermiozänen Flora entdeckt worden waren. Auf Madagaskar entdeckte er zusammen mit Kollegen in der Region von Morombe eine ergiebige paläobotanische Fundstelle, in der er sehr viel Material zusammentrug. 1973 erschien in den Schweizerischen Paläontologischen Abhandlungen Nr. 94 seine erste Studie dazu, die vom Laboratoire de Paléobotanic der Universität Pierre und Marie Curie in Paris als Dissertation anerkannt wurde. Von 1973 bis 1990 arbeitete Appert erneut als Missionar und Forscher auf Madagaskar. Er entdeckte eine reichhaltige Glossopteris-Flora aus der Zeit des Perms und beschrieb vier fossile Pflanzengattungen sowie zwölf fossile Pflanzenarten. Appert interessierte sich auch für die madagassische Avifauna und sammelte im September 1962 das Typusexemplar vom Appertmadagaskarsänger (Xanthomixis apperti), eine 1972 von Peter Colston als Bülbül (Phyllastrephus) beschriebene Sperlingsvogelart.
1977 wurde Appert korrespondierendes Mitglied der Deutschen Ornithologen-Gesellschaft. 1982 war er Dozent auf dem 18. International Ornithological Congress in Moskau.

## Dedikationsnamen und Ehrungen
Neben dem bereits erwähnten Appertmadagaskarsänger wurden die Pflanzengattung Appertiella und die aus dem Perm stammende fossile Insektengattung Appertia nach ihm benannt. 1994 wurde Appert zum Chevalier de l’Ordre National durch die Republik Madagaskar ernannt und 2004 erhielt er die Amanz-Gressly-Auszeichnung durch die Schweizerische Paläontologische Gesellschaft.

## Schriften (Auswahl)
- Die Pteridophyten aus dem Oberen Jura des Manamana in Südwest-Madagaskar. In: Schweizerische Paläontologische Abhandlungen. Band 94, 1973.
- Die Glossopterisflora der Sakoa in Südwest-Madagaskar. In: Palaeontographica. Abteilung B, Band 162, 1977.